# Niendorf
Niendorf es un municipio situado en el distrito de Mecklemburgo Noroccidental, en el estado federado de Mecklemburgo-Pomerania Occidental (Alemania), a una altitud de 14 metros. 
Su población a finales de 2016 era de 309 habs. y su densidad poblacional, 27 hab/km².